# Bolax (djur)
För andra betydelser, se Bolax.
Bolax är ett släkte av skalbaggar. Bolax ingår i familjen Rutelidae.

## Dottertaxa tillBolax, i alfabetisk ordning[1]
- Bolax albopilosa
- Bolax andicola
- Bolax angulata
- Bolax boliviensis
- Bolax buckleyi
- Bolax campicola
- Bolax castaneicollis
- Bolax catharinae
- Bolax caurana
- Bolax costipennis
- Bolax cupreoviridis
- Bolax disgamia
- Bolax flaveola
- Bolax flavolineata
- Bolax foveolata
- Bolax gaudichaudi
- Bolax glabripennis
- Bolax goyana
- Bolax hirtula
- Bolax incogitata
- Bolax magna
- Bolax matogrossensis
- Bolax mutabilis
- Bolax nigriceps
- Bolax oberthuri
- Bolax palliata
- Bolax phalerata
- Bolax pulla
- Bolax rutila
- Bolax saucia
- Bolax sculpticollis
- Bolax squamulifera
- Bolax sulcicollis
- Bolax sulcipennis
- Bolax tacoaraphaga
- Bolax variolosa
- Bolax vauriae
- Bolax vittipennis
- Bolax zoubkoffi